# Iwan Petrowitsch Nowosselzew
Iwan Petrowitsch Nowosselzew (russisch Иван Петрович Новосельцев; englische Transkription: Ivan Petrovich Novoseltsev; * 23. Januar 1979 in Krasnosnamensk, Russische SFSR) ist ein ehemaliger russischer Eishockeyspieler. Im Laufe seiner Karriere spielte er unter anderem viereinhalb Jahre für die Florida Panthers in der National Hockey League (NHL). Sein Neffe Wladislaw Namestnikow ist ebenfalls russischer Nationalspieler.

## Karriere

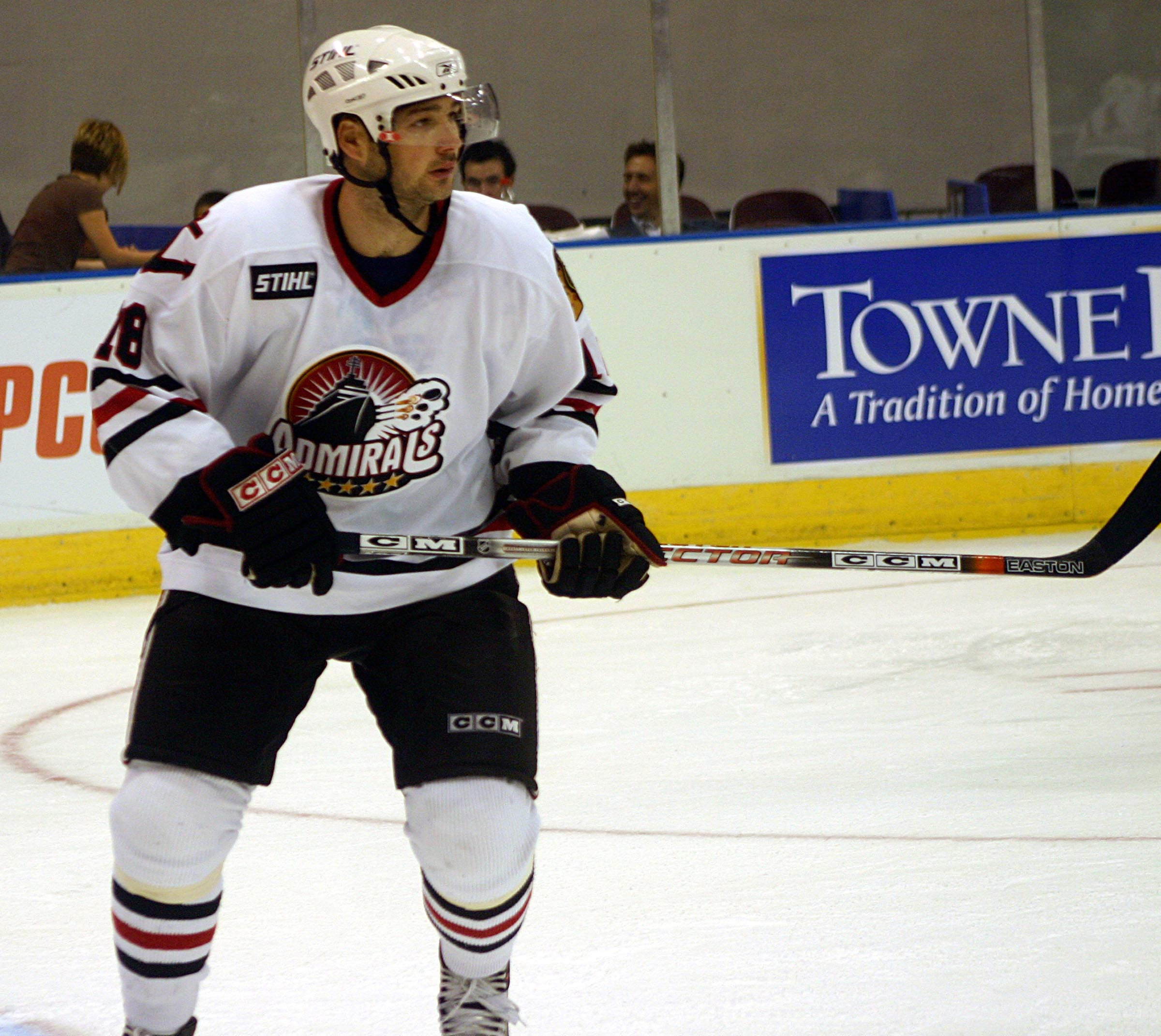
Nowosselzew im Trikot der Norfolk Admirals (2006)

Iwan Nowosselzew begann seine Karriere als Eishockeyspieler in seiner Heimatstadt im Nachwuchsbereich von Krylja Sowetow Moskau, für dessen Profimannschaft er von 1996 bis 1997 in der höchsten russischen Spielklasse aktiv war. Im NHL Entry Draft 1997 wurde der Flügelspieler in der vierten Runde als insgesamt 95. Spieler von den Florida Panthers ausgewählt, für die – und deren Farmteam Louisville Panthers aus der American Hockey League (AHL) – er von 1999 bis Ende 2003 insgesamt viereinhalb Jahre lang in der National Hockey League (NHL) auf dem Eis stand. Zudem wurde er beim CHL Import Draft 1997 in der ersten Runde von Sarnia Sting aus der Ontario Hockey League (OHL) als insgesamt sechster Spieler gezogen und überbrückte dort die beiden Jahre bis zum Einstieg bei den Panthers. Während seiner Zeit in Sarnia wurde er 1999 in das First All-Star-Team der OHL und das Third All-Star-Team der gesamten Canadian Hockey League gewählt. Ende Dezember 2003 wechselte er von den Panthers im Tausch zukünftige Gegenleistungen (future considerations) zu den Phoenix Coyotes, wo der Russe die Saison beendete.
Anschließend kehrte er – auch bedingt durch den Lockout der NHL-Saison 2004/05 – nach Russland zurück, wo er bis zu seinem Karriereende 2010 bei verschiedenen Klubs spielte. Lediglich 2006 kam er noch einmal nach Nordamerika zurück, um vier Spiele für die Norfolk Admirals in der AHL zu absolvieren.

### International
Für Russland nahm Nowosselzew im Nachwuchsbereich an der U18-Junioren-Europameisterschaft 1997 teil. Dort belegte er mit dem Team den vierten Platz, wozu er in sechs Turnierspielen fünf Scorerpunkte beisteuerte. Mit den russischen Männern spielte der Stürmer bei der Weltmeisterschaft 2003 in Finnland. Das Turnier schloss die Sbornaja auf dem siebten Gesamtrang ab, während Nowosselzew in sechs Spielen punktlos blieb.

## Erfolge und Auszeichnungen
- 1999 First All-Star-Team der Ontario Hockey League
- 1999 Third All-Star-Team der Canadian Hockey League

## Karrierestatistik

### International
Vertrat Russland bei:
- U18-Junioren-Europameisterschaft 1997
- Weltmeisterschaft 2003

(Legende zur Spielerstatistik: Sp oder GP = absolvierte Spiele; T oder G = erzielte Tore; V oder A = erzielte Assists; Pkt oder Pts = erzielte Scorerpunkte; SM oder PIM = erhaltene Strafminuten; +/− = Plus/Minus-Bilanz; PP = erzielte Überzahltore; SH = erzielte Unterzahltore; GW = erzielte Siegtore; 1 Play-downs/Relegation; Kursiv: Statistik nicht vollständig)